# 볼로긴

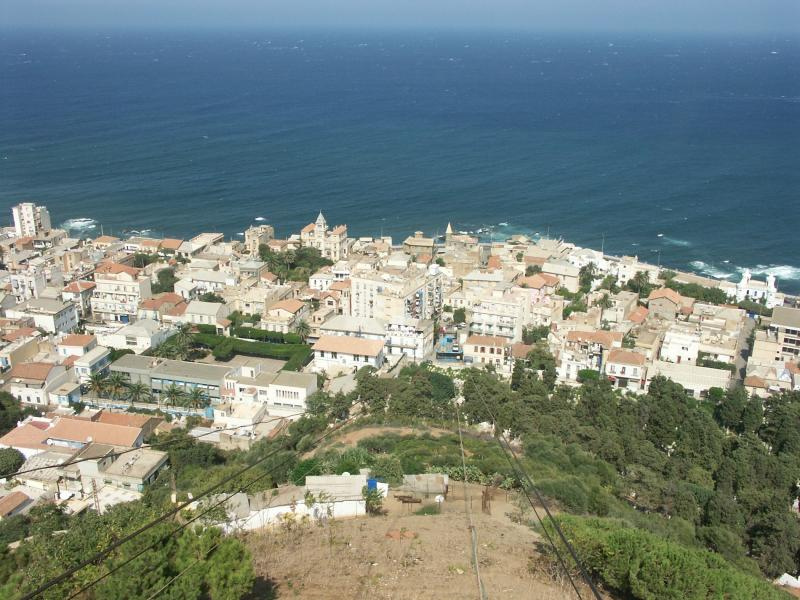
볼로긴

볼로긴은 알제리 북부에 있는 알제주의 교외 지역이다. 944년에 이 도시를 세운 볼로긴 이븐 지리의 이름을 따서 명명되었다.